# رالف هيد
رالف هيد (بالإنجليزية: Ralph Head)‏ هو لاعب كرة قاعدة أمريكي، ولد في 30 أغسطس 1893، وتوفي في 8 أكتوبر 1962.

## وصلات خارجية
- رالف هيد على موقعبيزبول رفرنس.كوم (الدوري الرئيسي) (الإنجليزية)
- رالف هيد على موقعبيزبول رفرنس.كوم (الدوري الثانوي) (الإنجليزية)